# 에린 샌더스
에린 샌더스(Erin Sanders, 1991년 1월 19일 ~ )는 미국의 배우이다.

## 출연 작품
- 더 콜 (2020)
- 빅 타임 러쉬 시즌1 (2009)
- 위즈 시즌1 (2005)
- 카니발 (2003)
- 네버 네버 (2002)
- 더 영 앤 더 레스트리스 (1973)